# Andonis Jeorjadis
Andonis Jeorjadis (gr. Αντώνης Γεωργιάδης) (ur. 25 stycznia 1933, zm. 16 listopada 2020) – grecki piłkarz, a także trener.

## Kariera piłkarska
Jako piłkarz Jeorjadis występował w PAE Doksa Dramas.

## Kariera trenerska
W swojej karierze Jeorjadis prowadził drużyny Elpis Drama, Iraklis Seres, MGS Panserraikos, AO Kawala, PAE Doksa Dramas, Olympiakos Wolos, dwukrotnie PAS Janina, Panachaiki GE, OFI 1925, AE Larisa, Aris FC, AEK Ateny, dwukrotnie Olympiakos SFP, PAE Apolon Pondu, Ethnikos Pireus i Paniliakos AO. W 1983 roku wraz z Larisą dotarł do finału Pucharu Grecji.
W latach 1989–1992 Jeorjadis był także selekcjonerem reprezentacji Grecji. Zadebiutował w niej 5 kwietnia 1989 w przegranym 1:4 towarzyskim meczu z Jugosławią. Kadrę Grecji poprowadził łącznie w 31 spotkaniach.